# Janez Zalokar
Janez Zalokar, slovenski rimskokatoliški duhovnik, gospodarski pisec in leksikograf, * 26. junij 1792, Vinica pri Šmarjeti, † 7. september 1872, Ljubljana.

## Življenje in delo
Oče mu je bil kmet Janez, mati mu je bila kmetica Marija (rojena Teršinar). Zalokar je gimnazijo obiskoval v Ljubljani (1803–1809), tu študiral filozofijo (1809–1811) in teologijo (1811–1815) in bil 24. septembra 1815 posvečen v duhovnika. Najprej je bil kaplan v Metliki (1815–1816), nato se izpopolnjeval v zavodu sv. Avguština na Dunaju (1816–1818), potem je bil spiritual v ljubljanskem semenišču (1818–1828) ter župnik v Tržiču (1828–1835) in Škocjanu na Dolenjskem (1835–1853). Po upokojitvi je živel v svoji hiši na Poljanah v Ljubljani.
Med službovanjem v ljubljanskem semenišču je postal nabožni pisatelj in med drugim prevedel Hojo za Kristusom (Tomaž Kempčan, 1820), se zavzemal za metelčico ter v tej pisavi izdal še 5 nabožnih knjig. Med službovanjem v Škocjanu je na župnijskih posestvih proučeval načine obdelovanja, gnojenja in pridelovanja poljščin, zelenjave, sadja in vina. Leta 1854 je izdal knjigo Umno kmetovanje in gospodarstvo. Prispevke z gospodarsko tematiko je objavljal tudi v dnevnem tisku. Ko se je leta 1853 preselil v Ljubljano je tu pisal pretežno jezikovne prispevke. Ukvarjal se je s slovenskim besediščem. Njegovo slovarsko gradivo z okoli 14.000 gesli je bilo vključeno v Slovensko-nemški slovar I-II, ki je izšel 1894/1895.